# Västra Runnaby
Västra Runnaby, tidigare Runnaby, är en stadsdel i Örebro kommun belägen ungefär 5 km väster från Örebro centrum.  SCB avgränsade här en småort mellan 1990 och 2020. Vid avgränsningen 2020 klassades den som en del av tätorten Örebro för att 2023 klassas som en separat tätort av SCB benämnd Runnaby.  2022 fastställdes  stadsdelsnamnet Västra Runnaby.
Västra Runnaby är ett ganska litet villaområde samt några utbyggda fritidshus då området tidigare var ett sommarstugeområde. Geografin i området präglas av en nord-sydgående rullstensås, vilket resulterat i en tallvegetation med ett rikt bärbestånd. I närheten finns ett grustag och marken i området utgör en större vattentäkt.
Knutpunkten i området är gården Runnaby gård, med anor från 1700-talet, som ligger nordost om Västra Runnaby. Övriga byar kring Runnaby gård är Norra Runnaby och Södra Runnaby. Den småort som ligger söder om Västra Runnaby är namnsatt till Kristinelund och Husartorpet av SCB.

## Historia
De gamla byarna i Runnaby i Ekers socken heter Norra- och Södra Runnaby. Namnet (Västra) Runnaby är ett nyare namn. 
1926 gjordes en avstyckningsplan för området vid Tallbacka och fler avstyckningar gjordes under 1930-talet. 1943 avstyckades tomter längre norrut längs Runnaby kvarnväg. Området kallades ”Runnaby sportstugeområde” från åtminstone åren 1943-1963.